# Puccinellia pannonica
Puccinellia pannonica là một loài thực vật có hoa trong họ Hòa thảo. Loài này được (Hack.) Holmb. miêu tả khoa học đầu tiên năm 1920.